# Santee (film)
Pour les articles homonymes, voir Santee.
Pour plus de détails, voir Fiche technique et Distribution.
Santee est un film américain réalisé par Gary Nelson, sorti en 1973.

## Fiche technique
- Titre : Santee
- Réalisation : Gary Nelson
- Scénario : Brand Bell
- Musique : Don Randi
- Pays d'origine : États-Unis
- Format : Couleurs - Mono
- Genre : western
- Date de sortie : 1973

## Distribution
- Glenn Ford : Santee
- Michael Burns : Jody
- Dana Wynter : Valerie
- Jay Silverheels : John Crow
- Harry Townes : Shériff Carter
- John Larch : Banner
- Robert J. Wilke : Deaks
- Robert Donner : J.C.
- Chuck Courtney : Grayson
- John Hart : Cobbles
- Boyd 'Red' Morgan : le conducteur de diligence